# Sociedad Minera y Metalúrgica de Peñarroya
La Sociedad Minera y Metalúrgica de Peñarroya (en francés: Société minière et métallurgique de Peñarroya), abreviada habitualmente como SMMP, fue una empresa minera de capital francés y carácter multinacional que operó entre 1881 y 1989. Durante su existencia tuvo una importante presencia en España. 
Fundada en 1881, la empresa inició sus operaciones en el sur de España. La actividad minera de la compañía se centró principalmente en la extracción de carbón y plomo, aunque también alcanzará a otros ámbitos industriales como fueron la metalurgia, industria química, producción de electricidad, ferrocarriles, etc. En el caso de España llegó a controlar numerosas minas y su actividad se extendía por las provincias de Córdoba, Jaén, Ciudad Real, Murcia, y Barcelona. Además de España y Francia, la compañía también estuvo presente en otros territorios, como Bélgica, Italia, Grecia y el Norte de África.
El declive de las actividades de la compañía en España se inició en la década de 1960, llegando a clausurarse sus instalaciones de Peñarroya en 1970. No obstante, todavía mantuvo en explotación algunos yacimientos. En 1968 la sección española se restructuró y pasó a denominarse «Sociedad Minera y Metalúrgica de Peñarroya-España» (SMMP-E), nombre que mantuvo hasta su desaparición en 1988-1989.

## Historia

### Orígenes y consolidación
La compañía «Peñarroya» fue fundada el 6 de octubre de 1881 por el ingeniero francés Charles Ledoux. La fundación de la SMMP se produjo en París mediante un acuerdo suscrito entre la Casa Rothschild y la francesa Sociedad Hullera y Metalúrgica de Belmez (CHMB), esta última ya presente en la cuenca carbonífera de Peñarroya-Belmez-Espiel. Ledoux fue el principal artífice de la fundación de la empresa, interesado en agrupar los distintos intereses mineros en la zona. En un principio, se acordó que la CHMB continuaría con su explotación de las cuencas carboníferas mientras que la SMMP se dedicaría a la minería y la metalurgia de plomo. En poco tiempo las actividades de la nueva empresa crecieron de forma exponencial, al punto de que entre 1885 y 1889 se triplicó la producción de plomo y plata. Paradójicamente, a pesar de que originalmente la SMMP había sido fundada como una «hermana menor» de la CHMB, el 22 de junio de 1893 esta última fue absorbida por la compañía «Peñarroya».
La sede central de la empresa se encontraba sita en el n.º 12 de la plaza Vendôme, en París, aunque también disponía de otra sede en Peñarroya. 

### Años de apogeo

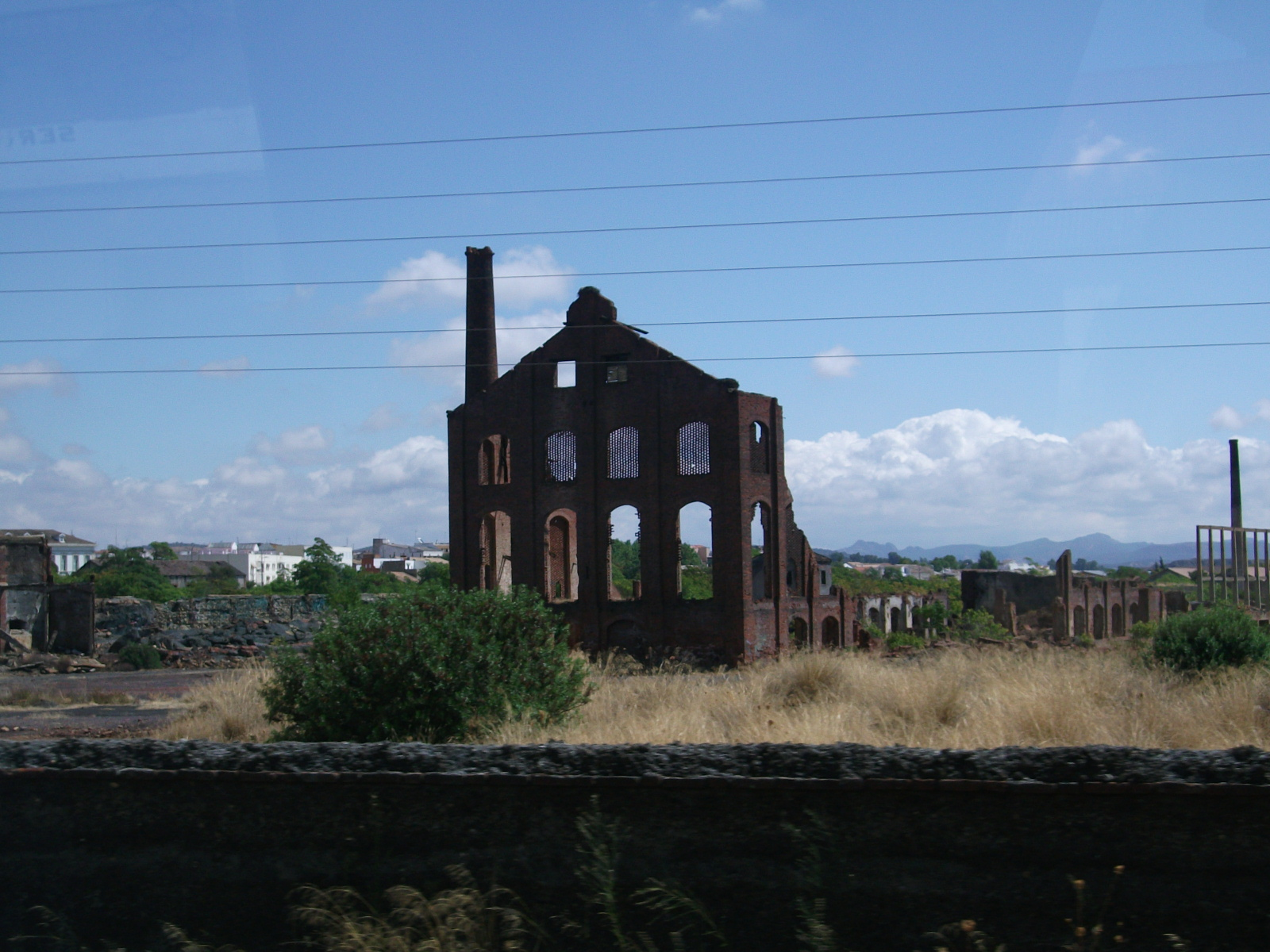
Ruinas del Cerco Industrial de la SMMP en Peñarroya-Pueblonuevo.

A partir del inicio del siglo XX la compañía inició una importante expansión, ampliando sus minas e instalaciones. En 1900 adquirió las minas del valle del Alto Guadiato que eran propiedad de la Compañía de los Ferrocarriles Andaluces, una compra que no resultó muy costosa para SMMP porque en ese momento «Andaluces» atravesaba una mala situación económica. Ese mismo año la empresa también se hizo con ocho minas diseminadas por la zona de El Terrible y Santa Elisa, una de las cuales resultaría ser de una extraordinaria riqueza mineral. En 1911 volvió a comprar nuevos yacimientos mineros diseminados por distintas zonas, haciéndose ya con una posición dominante en el mercado. Para esas fechas SMMP también explotaba yacimientos mineros en las provincias de Badajoz (Azuaga, Fuente del Arco) y Ciudad Real (Puertollano, San Quintín). Hacia 1914, «Peñarroya» se había convertido en el segundo productor español de carbón.
La importancia de SMMP era tal que buena parte de los terrenos de Pueblonuevo del Terrible eran propiedad de la compañía, y de hecho la empresa donó algunos terrenos para la construcción del cuartel de la Guardia Civil, la Casa Consistorial, la central telefónica, etc. La propia SMMP se encargaba incluso de cuestiones como el abastecimiento municipal de agua. Además de las explotaciones mineras, los negocios de la compañía en la zona de Peñarroya-Belmez incluían una fundición de plomo, una fábrica de zinc, una factoría de ácido sulfúrico, una fábrica de óleum, varias centrales de producción termoeléctrica, una fábrica de superfosfatos, etc.
La producción de «Peñarroya» experimentó una etapa alcista durante el transcurso de la Primera Guerra Mundial debido al aumento de demanda de los países beligerantes, lo que llevaría a un importante incremento de sus ingresos. En 1917 la SMMP participó junto a la Rio Tinto Company Limited y otros actores en la fundación de la Sociedad Española de Construcciones Electromecánicas (SECEM), a cuya factoría en Córdoba la empresa de Peñarroya suministraba energía eléctrica. Hacia 1920 la SMMP tenía un capital estimado de 28.430.863 de pesetas, en una época en que era una de las principales empresas que actuaban en España. Reflejo de ello es el hecho de que la compañía llegó a disponer de su propia red ferroviaria, que conectaba sus principales instalaciones en las provincias de Córdoba y Ciudad Real. La SMMP también iniciaría en la década de 1930 la producción sintética de petróleo a través de la destilación de pizarras bituminosas. Llegó a montar una planta destiladora en Puertollano, de cuya producción se llegaron a obtener en su momento hasta cuatro millones de litros de gasolina, 400.000 litros de lubricantes y unas 1.300 toneladas de asfaltos.
A comienzos de la década de 1930 la compañía «Peñarroya» se encontraba en su apogeo. En 1931 los beneficios del grupo en territorio español eran de unos doce millones de pesetas, en buena medida gracias a las inversiones realizadas en empresas españolas. Pero fue también a partir de esta fecha cuando la compañía inicie una política de diversificación y deslocalización de sus instalaciones hacia otras áreas. Tras el estallido de la Guerra Civil en 1936, las principales instalaciones de Peñarroya fueron ocupadas brevemente por los sindicatos y las milicias obreras, que se hicieron fuertes en la zona del Guadiato. Esta situación duró poco tiempo, ya que unos meses después el ejército sublevado ocupó la cuenca minera y la compañía recuperó el control de las instalaciones.
En la década de 1950 la empresa adquirió las instalaciones de Cartagena-La Unión, reactivando la producción minera de la zona, si bien «Peñarroya» ya era accionista de la compañía matriz que explotaba las minas. Bajo la égida de la SMMP se inició la construcción del lavadero «Roberto», en 1952, y se introdujo maquinaria moderna para las labores mineras. Las explotaciones de la zona vivieron una época de auge gracias a la mecanización de los trabajos, alcanzándose una productividad y rendimiento elevados. Entre 1957 y 1980 la producción de plomo se vio multiplicada por cuatro, mientras que la producción de plata se multiplicaría por tres. La principales actividades acabarían concentrándose en la fundición «Santa Lucía», cuyas instalaciones fueron sometidas a una modernización integral entre 1966 y 1970. «Santa Lucía» se acabó convirtiendo en la mayor fundición de plomo de España y en la segunda de toda Europa, llegando a concentrar esta instalación el 66% de la producción española de plomo para la década de 1970.

### Una empresa multinacional
A lo largo de su existencia las actividades de SMMP se acabaron extendiendo por Europa, África y América del Sur, dando lugar a una empresa de carácter multinacional. 
En el territorio metropolitano francés las primeras explotaciones fueron bastante tardías en comparación sus actividades de España. «Peñarroya» obtuvo en 1917 la concesión de los yacimientos de plomo de Pierrefitte, en el departamento de Altos Pirineos, pero los trabajos no se iniciarían hasta 1940. Situación parecida se produjo en la minas de La Plagne, en la zona de la Alta Saboya, y Orb, en Vaucluse. Las tres explotaciones se mantendrían activas con diversas vicisitudes hasta 1969, 1973 y 1954, respectivamente. Mejor desempeño tuvieron los yacimientos del distrito de Largentière, en Ardèche, que estuvieron en explotación entre 1964 y 1988 con una gran productividad. Además de España, dentro de la cuenca mediterránea la compañía «Peñarroya» también desarrolló sus actividades en Grecia e Italia. En el país heleno explotó las famosas minas de Laurion a través de una filial, la Compagnie française du Laurium, desde el siglo XIX hasta su cierre en 1977. En el caso de Italia durante muchos años las minas de Cerdeña fueron el principal centro de actuación de la SMMP en el país. Más adelante la empresa francesa actuaría a través de una filial, Pertrusola, que a lo largo de las décadas de 1960 y 1970 explotó diversos yacimientos por toda la península: las minas de Raibl (Udine), Salafossa (Piave), Crotona (Sicilia) o Vado Ligure (Liguria).
En África la SMMP tuvo una intensa actividad de investigación geológica en varios países, destacando el caso Marruecos, donde llegó a tener en funcionamiento varios yacimientos, fundiciones, lavaderos, etc. A partir de 1950 se asoció con otras empresas para explotar varias minas, manteniendo sus actividades en el país magrebí hasta 1975. «Peñarroya» también intervino en América del Sur desde 1950, principalmente en Chile y Brasil. En el país andino se asoció en 1951 con la compañía minera de M’Zaita, de capital francés, a la que absorbería en 1960. Sus actividades se concentraron en torno a las minas de La Disputada y El Soldado, así como la fundición de Chagres, trabajando principalmente el cobre. Los yacimientos e instalaciones quedaron unificados bajo una misma filial, la sociedad «Disputada», que se mantuvo bajo el control de SMMP hasta inicios de la década de 1970. Por su parte, en Brasil asumiría la dirección técnica de varias explotaciones mineras y llegó a poseer dos fundiciones.

### Declive y desaparición
A finales de la década de 1950 las actividades de la SMMP en la zona de Peñarroya-Belmez se encontraban en declive. Cabe señalar que con anterioridad, durante los años de posguerra, «Peñarroya» había cedido a la Empresa Nacional Calvo Sotelo (ENCASO) sus explotaciones de pizarra bituminosa en la zona de Puertollano. En 1961 la SMMP cedió la propiedad de las cuencas carboníferas de Peñarroya-Belmez y Puertollano al Instituto Nacional de Industria (INI), tras haber anunciado su intención de cesar sus actividades en este sector. Ante aquella eventualidad, el Estado español decidió intervenir y abogó por reactivar las cuencas mineras; en 1961 creó las empresas ENCASUR y ENECO con el objetivo de producir electricidad en base al carbón local. En un principio SMMP llegó a participar en ENCASUR, poseyendo un 17% de su accionariado. En 1968 todos los negocios españoles de «Peñarroya» adoptaron entidad propia y pasaron a denominarse «Sociedad Minera y Metalúrgica de Peñarroya-España» (SMMP-E), teniendo a partir de entonces su sede en Madrid y disponiendo de una organización separada. Estos cambios fueron similares a los que operaban en la metrópoli francesa, ya que en 1974 la compañía «Peñarroya» se unió a otras históricas empresas mineras de Francia —Le Nickel y Mokta— para constituir el conglomerado Imétal.
En 1970 se clausuraron las instalaciones industriales de Peñarroya-Pueblonuevo, que serían desmanteladas con posterioridad. Hacia 1980 la SMMP-E mantenía su principal actividad en la sierra minera de Cartagena-La Unión, que para entonces se había convertido en el primer centro productor español de plomo. Pero a finales de la década de 1980 la crisis que vivía la minería y la acumalación de pérdidas llevó a la histórica compañía a una situación insostenible. En 1988 el conglomerado Imétal acabaría acabaría integrándose en el nuevo grupo Metaleurop. La empresa matriz decidió liquidar buena parte de su división española. En 1988 las instalaciones mineras de Cartagena fueron vendidas a una promotora inmobiliaria, Portmán Golf, que terminaría cerrando las minas en 1991.

## Red ferroviaria y material

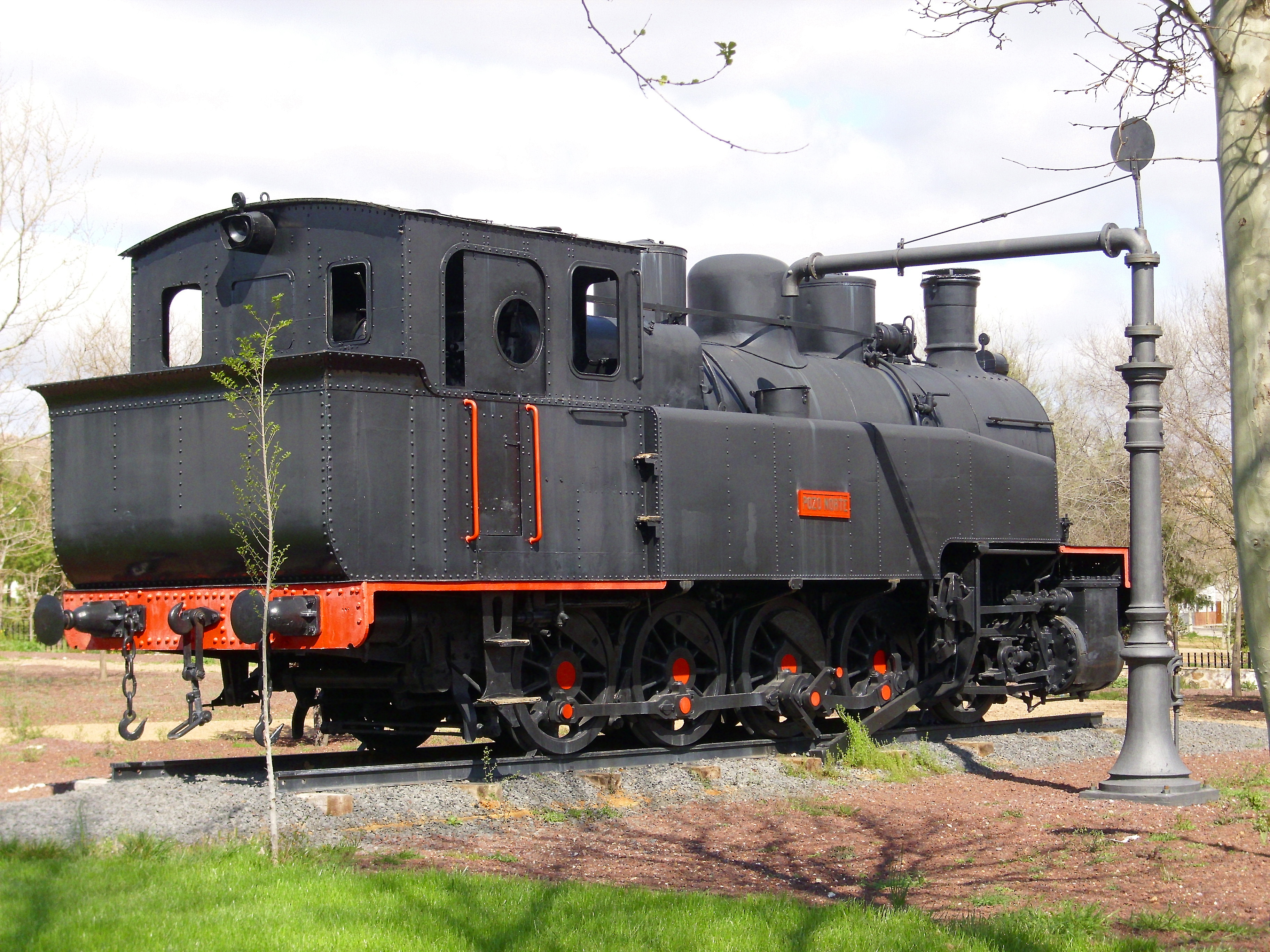
Antigua locomotora de vía ancha empleada por SMMP en sus explotaciones de Puertollano.

Durante el primer tercio del siglo XX la SMMP poseía yacimientos mineros e instalaciones que se extendían por las comarcas de Peñarroya-Belmez, Horcajo o Puertollano. Por ello, la compañía construyó un ferrocarril que iba desde Peñarroya a Fuente del Arco y a Puertollano, con una longitud de 216 kilómetros. También se construyó otra línea férrea que iba a las minas de San Quintín. Con ello, todos los yacimientos mineros de la compañía quedaron conectados por ferrocarril. En 1924 la SMMP transfirió el control y administración de la red ferroviaria a la Compañía de los Ferrocarriles de Peñarroya y Puertollano, una filial de SMMP.
Para explotar toda esta red de líneas la sociedad «Peñarroya» dispuso de un amplio parque móvil y motor de vía estrecha. Así mismo, poseyó una flota de locomotoras de vía ancha para operar en los ramales que conectaban sus diferentes yacimientos y explotaciones industriales con la red ferroviaria de ancho ibérico. El tráfico principal de sus líneas fue el transporte de mercancías, especialmente los minerales, aunque también llegaría a ofrecer servicios de viajeros.